# 侯以嘉
侯以嘉（英語：Susanne Hou，1977年12月9日—）是一位加拿大华人小提琴家。

## 生平
1977年出生于中国上海的音乐世家，父亲侯伯治为上海芭蕾舞团首席小提琴手，母亲也是小提琴手。3岁随父母移民加拿大，毕业于皇家音乐学院和茱莉亚学院。